# Burmesische Badmintonmeisterschaft 1962
Die Burmesische Badmintonmeisterschaft 1962 fand in Rangun statt. Es war die 14. Auflage der nationalen Titelkämpfe von Myanmar (Burma) im Badminton.

## Titelträger
| Disziplin    | Sieger                          |
| ------------ | ------------------------------- |
| Herreneinzel | Myint Kyi                       |
| Dameneinzel  | Pamela Fink                     |
| Herrendoppel | Kyaw Htun Maung Hla             |
| Damendoppel  | Pamela Fink Dulcie Comber       |
| Mixed        | Khin Maung Aye Myint Myint Khin |